# First Milestone
Der First Milestone (englisch für Erster Meilenstein) ist neben dem Second Milestone einer von zwei wellenbrechenden Rifffelsen vor der Nordküste Südgeorgiens. Er liegt 3 km nordwestlich des Kap Saunders.
Wissenschaftler der Discovery Investigations kartierten und benannten den Felsen zwischen 1926 und 1930.